# 三甲基镓
三甲基镓，简称TMG 或TMGa，是一种有机镓化合物，化学式 Ga(CH3)3。它是一种无色，可自燃的液体。 不像三甲基铝，但类似三甲基铟，三甲基镓是单体。

## 制备
三甲基镓可以由三氯化镓和甲基化试剂（例如甲基锂、 二甲基锌和三甲基铝）反应而成。较低挥发性的乙醚配合物可以由甲基碘化镁的乙醚溶液作为甲基化试剂而成。乙醚配体可以被液氨取代。